# Cupa României 1962/63
Der Cupa României in der Saison 1962/63 war das 25. Turnier um den rumänischen Fußballpokal. Sieger wurde Petrolul Ploiești, das sich im Finale am 21. Juli 1963 gegen Zweitligist Siderurgistul Galați durchsetzen konnte. Titelverteidiger Steaua Bukarest war im Halbfinale gegen den neuen Titelträger ausgeschieden. Durch den Sieg durfte Petrolul am Europapokal der Pokalsieger teilnehmen.

## Modus
Die Klubs der Divizia A stiegen erst in der Runde der letzten 32 Mannschaften ein und mussten zunächst auswärts antreten. Ab dem Achtelfinale fanden alle Spiele – abgesehen vom Finale, das traditionell in Bukarest ausgetragen wurde – auf neutralem Platz statt. Es wurde jeweils nur eine Partie ausgetragen. Stand diese nach 90 Minuten unentschieden, folgte eine Verlängerung von 30 Minuten. Falls danach noch immer keine Entscheidung gefallen war, fand am folgenden Tag am selben Ort ein Wiederholungsspiel statt. Endete auch dieses mit einem Unentschieden, kam die Mannschaft mit dem niedrigeren Durchschnittsalter in die nächste Runde. Im Sechzehntelfinale wurde kein Wiederholungsspiel ausgetragen, sondern kam im Falle eines Unentschiedens nach Verlängerung die auswärts spielende Mannschaft eine Runde weiter.

## Sechzehntelfinale
| Datum          |                                | Ergebnis             |                     |
| -------------- | ------------------------------ | -------------------- | ------------------- |
| 10. April 1963 | Minerul Baia Mare              | 2:0 (1:0)            | Crișana Oradea      |
|                | Metalul Bukarest               | 0:2 n. V.            | Petrolul Ploiești   |
|                | Industria Sârmei Câmpia Turzii | 1:0 (0:0)            | Arieșul Turda       |
|                | Știința Craiova                | 3:1 (0:1)            | UTA Arad            |
|                | AS Cugir                       | 4:2 (1:0)            | Minerul Lupeni      |
|                | Știința Galați                 | 0:3 (0:1)            | Dinamo Bacău        |
|                | IMU Medgidia                   | 0:3 (0:2)            | Rapid Bukarest      |
|                | Gaz Metan Mediaș               | 2:1 (0:0)            | Steagul Roșu Brașov |
|                | Ceahlăul Piatra Neamț          | 0:3 (0:1)            | CSMS Iași           |
|                | Dinamo Pitești                 | 1:1 n. V. (1:1, 1:1) | Progresul Bukarest  |
|                | Prahova Ploiești               | 1:0 (1:0)            | Farul Constanța     |
|                | CSM Reșița                     | 0:2 (0:0)            | Știința Timișoara   |
|                | CFR Roșiori                    | 1:3 (0:2)            | Dinamo Bukarest     |
|                | ASMD Satu Mare                 | 2:0 (1:0)            | Știința Cluj        |
|                | Carpați Sinaia                 | 1:2 (1:1)            | Steaua Bukarest     |
|                | Siderurgistul Galați           | 1                    | Viitorul Bukarest   |

## Achtelfinale
| Datum         |                      | Ergebnis             |                                | Ort       |
| ------------- | -------------------- | -------------------- | ------------------------------ | --------- |
| 15. Mai 1963  | Dinamo Bukarest      | 6:5 (5:4)            | Dinamo Bacău                   | Brașov    |
|               | Progresul Bukarest   | 3:2 n. V. (2:2, 1:1) | Gaz Metan Mediaș               | Câmpina   |
|               | CSMS Iași            | 3:1 n. V. (1:1, 1:0) | ASMD Satu Mare                 | Cluj      |
|               | Minerul Baia Mare    | 2:0 (0:0)            | Știința Craiova                | Hunedoara |
|               | Petrolul Ploiești    | 3:1 n. V. (1:1, 1:0) | Prahova Ploiești               | Ploiești  |
|               | Știința Timișoara    | 4:0 (2:0)            | AS Cugir                       | Sibiu     |
|               | Siderurgistul Galați | 2:1 (1:1)            | Industria Sârmei Câmpia Turzii | Suceava   |
| 27. Juni 1963 | Steaua Bukarest      | 7:2 (4:1)            | Rapid Bukarest                 | Bukarest  |

## Viertelfinale
| Datum         |                    | Ergebnis             |                      | Ort         |
| ------------- | ------------------ | -------------------- | -------------------- | ----------- |
| 27. Juni 1963 | Petrolul Ploiești  | 2:0 (0:0)            | Dinamo Bukarest      | Brașov      |
|               | Progresul Bukarest | 1:1 n. V. (1:1, 0:0) | Siderurgistul Galați | Constanța   |
|               | CSMS Iași          | 3:1 (1:1)            | Știința Timișoara    | Craiova     |
| 4. Juli 1963  | Steaua Bukarest    | 4:0 (4:0)            | Minerul Baia Mare    | Târgu Mureș |

### Wiederholungsspiel
| Datum         |                    | Ergebnis                |                      | Ort       |
| ------------- | ------------------ | ----------------------- | -------------------- | --------- |
| 28. Juni 1963 | Progresul Bukarest | 12:2 n. V. (2:2, 0:2) 1 | Siderurgistul Galați | Constanța |

## Halbfinale
| Datum         |                      | Ergebnis             |                 | Ort       |
| ------------- | -------------------- | -------------------- | --------------- | --------- |
| 10. Juli 1963 | Petrolul Ploiești    | 2:0 (0:0)            | Steaua Bukarest | Constanța |
|               | Siderurgistul Galați | 3:3 n. V. (3:3, 2:2) | CSMS Iași       | Ploiești  |

### Wiederholungsspiel
| Datum         |                      | Ergebnis  |           | Ort      |
| ------------- | -------------------- | --------- | --------- | -------- |
| 11. Juni 1963 | Siderurgistul Galați | 5:1 (1:1) | CSMS Iași | Ploiești |

## Finale
| Paarung              | Petrolul Ploiești – Siderurgistul Galați |
| Ergebnis             | 6:1 (3:1) |
| Datum                | 21. Juli 1963 |
| Stadion              | Stadionul 23 August, Bukarest |
| Zuschauer            | 45.000 |
| Schiedsrichter       | Mircea Cruţescu (Bukarest) |
| Tore                 | 0:1 Adrian Zgardan (10.) 1:1 Anton Munteanu (14.) 2:1 Mircea Dridea (30). 3:1 Constantin Moldoveanu (35.) 4:1 Constantin Moldoveanu (49.) 5:1 Mircea Dridea (69.) 6:1 Mircea Dridea (77.)                                                             |
| Petrolul Ploiești    | Vasile Sfetcu (85. Mihai Ionescu), Gheorghe Pahonțu, Dumitru Nicolae, Gheorghe Florea (85. Alexandru Pal), Nicolae Ivan, Marcel Marin, Alexandru Badea, Dumitru Munteanu, Mircea Dridea, Anton Munteanu, Constantin Moldoveanu Cheftrainer: Ilie Oană |
| Siderurgistul Galați | Victor Câmpeanu (53. Emil Dan), Ion Voicu, Constantin Coman, Cristian Stătescu, Petre Dragomir, Dumitru Oprea (69. Traian Coman), Gheorghe Militaru, Gheorghe Ion, Radu Matei, Adrian Zgardan, Zoltan David Cheftrainer: Traian Tomescu               |